# الناحية المركزية (مقاطعة دلفان)
الناحية المركزية لمقاطعة دلفان (بالفارسية: بخش مرکزی شهرستان دلفان) هي ناحية في مقاطعة دلفان التابعة لمحافظة لرستان في إيران. في تعداد عام 2006، كان عدد سكانها 113,787 نسمة في 24,683 عائلة. فيها مدينة واحدة هي: نور أباد. وتنقسم إلى ستة أقسام ريفية هي: قسم خاوة الجنوبي الريفي وقسم خاوة الشمالي الريفي وقسم ميربغ الجنوبي الريفي وقسم ميربغ الشمالي الريفي وقسم نورأباد الريفي، وقسم نورعلي الريفي.